# 松本修 (演出家)
松本 修（まつもと おさむ、1955年5月18日 - ）は、日本の演出家、俳優。元近畿大学芸術学科教授。

## 来歴
北海道札幌市出身。弘前大学独文科中退後、1979年文学座付属演劇研究所に入所。1984年座員となる。『ハムレット』『沢氏の二人娘』『ハイキング』『ウェスト・サイド・ワルツ』などに出演。文学座在籍中に石川耕士と若手グループちかまつ芝居を作り、劇団外でも公演する。また、1987年に『会社の人事』（T2スタジオ）で初演出。1988年、文学座を退座。1989年ちかまつ芝居を発展的に解散し、演劇集団MODEを創立する。以降、演出に専念し、役者の創意と工夫を取り入れたユニークな芝居づくりで評判を集める。初期はチェーホフ作品を新解釈で現代に甦らせた『逃げ去る恋』、『ぼくの伯父さん』、ソーントン・ワイルダーの『わが町』を昭和30年代の北海道に置き換えた『わたしが子どもだったころ』、テネシー・ウィリアムズの『ガラスの動物園』を翻案した『きみのともだち』などが高く評価された。
1996年〜1998年、北海道演劇財団常任演出家。1997年〜2001年、世田谷パブリックシアターアソシエイトディレクター。2003年、『アメリカ』（カフカ作）で読売演劇大賞優秀作品賞、同優秀演出家賞、毎日芸術賞千田是也賞を受賞した。2005年、『城』（カフカ作）で読売演劇大賞作品賞、優秀演出家賞を受賞。
上記以外の代表作に『魚の祭（柳美里作）』『ぼくのイソップものがたり』『孤独な惑星』『プラトーノフ』『ガリレオの生涯』『アメリカ』『城』『変身』『審判』などがある。演出活動の傍ら、近畿大学芸術学科教授として、若手の指導にも当たっている。

## 演出作品リスト
- 逃げ去る恋
- 言いだしかねて
- 会社の人事…素敵なあなた
- 待ちましょう
- ぼくの伯父さん
- きみのともだち
- わたしが子どもだったころ
- 魚の祭
- 聞かせてよ愛の言葉を
- ぼくのイソップものがたり
- 旅路の果て
- 若草物語
- 銀河鉄道の夜
- 孤独な惑星
- プラトーノフ
- ガリレオの生涯
- 夢の女
- しあわせな日々
- 芝居
- アメリカ
- ワーニャ伯父さん
- 場所と思い出
- ささやく声
- 城
- 唐版　俳優修業
- 変身
- 審判
- 心中天網島
- マッチ売りの少女
- 女殺油地獄
- かもめ
- 満ちる

## 受賞歴
- 1994年 -『わたしが子どもだったころ』で第2回読売演劇大賞優秀演出家賞[1]、『ぼくのイソップものがたり』で東京都優秀児童劇選定受賞

- 1995年 - 文化庁芸術祭優秀賞、『わたしが子どもだったころ　北海道版』で第3回読売演劇大賞優秀作品賞・同優秀演出家賞[1]
- 1998年 - 『プラトーノフ』で湯浅芳子賞[1]
- 2003年 - 『アメリカ』で毎日芸術賞千田是也賞[1]・第11回読売演劇大賞優秀作品賞・同優秀演出家賞[1]
- 2005年 - 『城』で第13回読売演劇大賞優秀作品賞・同優秀演出家賞[1]
- 2007年 - 『変身』『失踪者』『審判』で第42回紀伊国屋演劇賞個人賞・第15回読売演劇大賞優秀作品賞・同優秀演出家賞